# Rabbit Hole (film)
Rabbit Hole è un film del 2010 diretto da John Cameron Mitchell, basato sulla omonima pièce teatrale grazie a cui David Lindsay-Abaire ha vinto il Premio Pulitzer.

## Trama
Rebecca e Howie Corbett sono una giovane coppia di benestanti, che sembrano essere felici e gentili, tuttavia, la coppia è ancora devastata a causa di una tragedia avvenuta 8 mesi prima, la morte del loro unico figlio Danny, investito da una macchina all'età di soli 4 anni, morendo sul colpo. Rebecca non riesce a superare il lutto, Howie tende semplicemente a negare l'evento, facendo rivivere ogni sera la presenza del figlio attraverso i filmati del proprio telefonino; la moglie cerca invece volontario isolamento, dedicandosi alla cura del giardino, della cucina e alla sistematica eliminazione di tracce e ricordi. 
In questo limbo che sembra impossibile superare, Howie comincia a legare con una donna conosciuta durante una seduta di terapia di gruppo, mentre Rebecca decide di aprirsi con il giovane adolescente che era alla guida della macchina quel giorno fatale.

## Cast
Il ruolo dei due protagonisti è affidato a Nicole Kidman e Aaron Eckhart. I due si sono dichiarati entrambi estremamente coinvolti dal modo originale con cui il film affronta il tema del dolore, come ha raccontato John Cameron Mitchell in una  videointervista. A causa di un conflitto nelle date di ripresa la Kidman ha dovuto rinunciare ad un film di Woody Allen per poter girare Rabbit Hole.
Nel cast sono presenti anche Dianne Wiest, Sandra Oh, Tammy Blanchard e Giancarlo Esposito.

## Produzione
Il film è girato principalmente a New York nei quartieri di Douglaston e Queens. È prodotto dalla Blossom Films, casa di produzione diretta dalla stessa Kidman, che ha messo a disposizione un budget di 10 milioni di dollari per i 28 giorni di riprese.. La distribuzione viene affidata alla Lionsgate.

## Distribuzione
Il film, uscito in Italia nella prima settimana di febbraio 2011, è stato presentato in concorso al Festival Internazionale del Film di Roma 2010.

## Accoglienza
Il film riceve larghi consensi da parte della critica, concentrandosi soprattutto sull'interpretazione della Kidman, considerandola una delle sue migliori performance. Viene apprezzata anche la regia e la colonna sonora.

## Riconoscimenti
Nicole Kidman per la sua interpretazione è stata nominata come miglior attrice protagonista al Premio Oscar, ai Golden Globe ed agli Screen Actors Guild del 2011, ricevendo candidature in moltissimi altri riconoscimenti di rilievo nel panorama del Cinema indipendente.